# Arturo Magni
Arturo Magni (Usmate Velate, 24 settembre 1925 – Samarate, 2 dicembre 2015) è stato un imprenditore e dirigente sportivo italiano.

## Biografia
La storia di Arturo Magni nel mondo delle due ruote inizia nel 1947 quando la Gilera decide di partecipare al campionato mondiale della classe 500, Arturo Magni viene incaricato di assistere l’Ing. Pietro Remor nell’assemblaggio del nuovo motore a quattro cilindri. Questo motore porterà alla Gilera sei titoli mondiali nella classe 500 con i piloti Umberto Masetti, Libero Liberati e Geoff Duke.
Nel 1950 passa alla MV Agusta dove resta fino al 1976, inizia come capo meccanico e arriva a essere direttore del reparto corse della casa fino al ritiro della stessa dalle competizioni, in seguito alla morte del fondatore. Dirige piloti come Giacomo Agostini, John Surtees, Carlo Ubbiali, Phil Read, Mike Hailwood, Cecil Sandford e Tarquinio Provini. La casa varesina, sotto la guida di Arturo Magni, vince in totale 75 titoli mondiali (37 costruttori e 38 piloti).
Dal 1977 inizia la sua carriera di imprenditore fondando la casa che porta il suo nome, iniziando con modifiche effettuate su modelli di normale produzione e passando in seguito alla costruzione di special come le MH (da Magni-Honda), le MB (da Magni-BMW) oltre che le vari modelli basati su meccaniche Moto Guzzi.